# Kevin Sessa
Kevin Simone Sessa (* 6. Juli 2000 in Fellbach) ist ein deutsch-argentinischer Fußballspieler. Der Mittelfeldspieler steht ab Juli 2024 bei Hertha BSC unter Vertrag.

## Karriere
Sessa stammt aus Fellbach in der Region Stuttgart und begann mit neun Jahren mit dem Vereinsfußball. Er genoss seine fußballerische Ausbildung beim VfB Stuttgart, beim FSV Waiblingen sowie bei den Stuttgarter Kickers. Als Fünfzehnjähriger wechselte er in die Nachwuchsabteilung des 1. FC Heidenheim. 
Dort war er in der A-Junioren-Bundesliga Stammspieler im zentralen Mittelfeld. Bereits als Siebzehnjähriger debütierte der Deutschargentinier unter Cheftrainer Frank Schmidt am 27. Spieltag der Saison 2017/18 in der 2. Bundesliga und stand über die volle Spielzeit auf dem Feld. Im Frühjahr 2018 erhielt Sessa gemeinsam mit Gökalp Kılıç und Tobias Reithmeir einen bis Juni 2021 gültigen Profivertrag und wurde zur Zweitligasaison 2019/20 fest in die erste Mannschaft integriert.
Nachdem er mit dem 1. FC Heidenheim in dessen erster Bundesliga-Saison Platz acht und die UEFA Europa Conference League erreicht hatte, wechselte er in Sommer 2024 zu Zweitligist Hertha BSC.

## Erfolge
- Meister 2. Bundesliga 2023 und Aufstieg in die Bundesliga

## Privates
Kevins Bruder Nicolás ist ebenfalls Profifußballer. Durch ihren Vater Marcelo, der mit seiner Frau als Einwanderer nach Deutschland kam, halten die Brüder auch die argentinische Staatsbürgerschaft und wären darüber hinaus ebenso für Italien spielberechtigt. Der dritte Bruder, Dominic, ist ebenfalls im unterklassigen Herrenbereich aktiv.
In Anlehnung an Diego Maradona erhielt Sessa den Spitznamen „Diego“, als er als vierter „Kevin“ zu den Heidenheimer Profis stieß.
Im Jahr 2018 schrieb er sich am Berufskolleg Heidenheim ein, um seine Fachhochschulreife zu erlangen.